# Ductus

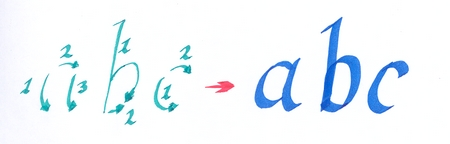

Le ductus (mot latin dérivé de ducere, « tirer », « conduire », « diriger ») est l'action d'amener, de diriger, de tracer (en particulier les lettres).

## Écriture
En écriture, le ductus est l'ordre et la direction, mais aussi la vitesse et le rythme, selon lesquels on trace les traits qui composent la lettre. Chaque type d'écriture possède un ductus propre qu'il convient de respecter pour assurer une écriture fluide et naturelle. Il s'agit d'un des éléments principaux de l'écriture, et donc de la calligraphie.
Le ductus est une suite logique de gestes naturels, dictés par la nature de l’outil d’écriture (calame, plume, pinceau), sa tenue, son orientation. Un bon ductus favorise la rapidité d’écriture dans l’écriture cursive. En Occident, l’écriture de gauche à droite implique des gestes de la gauche vers la droite et du haut vers le bas : le fait de tracer une lettre ronde comme un « o » n’aura pas les mêmes résultats si on la trace dans le sens des aiguilles d’une montre, en sens inverse, ou en deux fois de haut en bas.
Certains outils, tels la plume, doivent être « tirés » : en appuyant, le bec de la plume s’ouvre et donne un trait élargi, le « plein ». En remontant, on pousse la plume et on ne doit pas appuyer (sinon il y a risque d’accrochage sur le papier), donc le trait est fin, c’est le « délié ». Chaque outil a ainsi un ductus de base qui lui est propre, indépendamment des différents styles d’écriture qui peuvent lui être associés. Les outils d’écriture modernes, stylo-bille, feutre, etc., n’ont plus ces contraintes, pouvant fonctionner dans toutes les configurations possibles.

## Linguistique
Le terme de « ductus » est parfois appliqué en linguistique et sciences du langage, pour désigner l’ensemble des caractéristiques propres au langage parlé : rythme, tempo, intonation, ainsi que les choix stylistiques et la structure du langage.